# Тувинска автономна област
Тувинска автономна област (на руски: Туви́нская авто́номная о́бласть) е автономна област на Съветския съюз, създадена на 11 октомври 1944 след анексирането на Тувинската народна република от Съветския съюз. На 10 октомври 1961 е трансформирана в Тувинска автономна съветска социалистическа република.